# Yönek
Yönek est une rivière de la province d'Eskişehir en Turquie coupée par le Barrage de Kunduzlar. C'est un affluent de la rivière Seydi Çayı une des rivières qui forment le fleuve Sakarya.